# Нанда-Деві
Нанда-Деві (гінді नन्दा देवी पर्वत; англ. Nanda Devi) — гора в Азії, друга за висотою вершина Індії та найвища з повністю розташованих на території країни (Канченджанґа розташовується на кордоні з Непалом) у гірському хребті Ґарвале-Гімал в Гімалаях.

## Загальні відомості
Висота гори над рівнем моря — 7816 м, до 1808 року вона вважалася найвищою вершиною світу, коли вона поступилася першістю Дхаулагірі в результаті точніших вимірювань. Друга, східна, вершина гори сягає висоти 7434 м.
Гора має важливе релігійне значення для індусів, біля її підніжжя проводяться регулярні фестивалі. За деякими місцевими легендами, на вершині Нанда-Деві люди і тварини врятувалися від Всесвітнього потопу.
Гора розташована на території національного парку Нанда-Деві, що, разом з національним парком Долина Квітів становить об'єкт Світової спадщини ЮНЕСКО. З 1983 року територія національного парку Нанда-Деві повністю закрита для відвідувачів, єдиний виняток було зроблене в 1993 році для перевірки стану екосистеми. Східна вершина не входить до суворо охороняємої зони і доступна для відвідування.
З цією горою пов'вязані деякі темні сторони літопису світового альпінізму. У 1965 році на схилах Нанда Деві довгий час перебували американські альпіністи. Ходили чутки, що вони загубили на схилах льодовика плутонієвий акумулятор, який в свою чергу призначався для живлення приладу, призначеного для шпигунства за Китаєм. Щоб замести сліди цієї серйозної екологічної катастрофи індійський уряд оголосив район вершини забороненою зоною, яким він по сьогодні і є. Вузькі як каньйони ущелини, небезпечні перевали ведуть до плато, званого Sanctuary. Все це було і по-видимому, залишиться не доступним для простих смертних. У тому числі і для альпіністів. Число альпіністів, що потрапили до її підніжжя, дуже мале, ще менше число отримали перміт на сходження. Мова йде про одиниці, якщо ми говоримо про тих, що зійшли на неї.

## Виноски
1. 1 2  Ultra-prominent peaks [Архівовано 3 липня 2016 у Wayback Machine.] on peaklist.org
2. 1 2  Nanda Devi, India (англ.). Peakbagger.com[d].
3. 1 2  Harish Kapadia, "Nanda Devi", in World Mountaineering, Audrey Salkeld, editor, Bulfinch Press, 1998, ISBN 0-8212-2502-2, pp. 254-257.
4. ↑  Andy Fanshawe and Stephen Venables, Himalaya Alpine-Style, Hodder and Stoughton, 1995, ISBN 0-340-64931-3.
5. ↑  The Himalayan Index [Архівовано 17 липня 2017 у Wayback Machine.] gives the coordinates of Nanda Devi as 30°22′12″ пн. ш. 79°58′12″ сх. д. / 30.37000° пн. ш. 79.97000° сх. д..
6. ↑  Горы Индии и Тибета. Архів оригіналу за 30 квітня 2008. Процитовано 16 серпня 2009.
7. ↑  World Heritage Centre — World Heritage List. Архів оригіналу за 17 травня 2020. Процитовано 16 серпня 2009.
8. ↑  Національні парки Нанда-деві і Долина квітів. Архів оригіналу за 11 квітня 2008. Процитовано 16 серпня 2009.

## Ресурси Інтернету
- Вікісховище має мультимедійні дані за темою: Нанда-Деві
- Nanda Devi, India (англ.). Peakbagger.com[d]. Процитовано 27-09-2017.

| Індія | Це незавершена стаття з географії Індії. Ви можете допомогти проєкту, виправивши або дописавши її. |